# پانکر جک‌همر

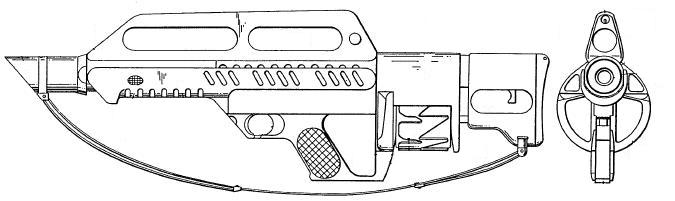
طرح پانکر در دو زاویهٔ دید

پانکر جک‌همر(به انگلیسی: Pancor Jackhammer) یا متهٔ دستی پانکر نام یک تفنگ ساچمه‌زنی خودکار بولپاپ با گیج ۱۲ عمل‌کننده با گاز باروت ساخت ایالات متحده آمریکا است. این جنگ‌افزار یکی از انگشت‌شمار تفنگ‌های ساچمه‌ای سراسر خودکار است. امتیاز انحصاری آن در ۱۹۸۷ میلادی گرفته شده، اگرچه هرگز این اسلحه به طور جدی وارد تولید نشد و تنها چند نمونهٔ نخستین آن ساخته شده‌است.
این تفنگ اسلحه‌ای پیشرو شمرده‌شده و در بازی‌های رایانه‌ای، فیلم‌ها و و برنامه‌های تلویزیونی محبوب می‌باشد.
این سلاح در سال۱۹۸۴ توسط مبتکر سوئدی تبار ساکن آمریکا، یعنی آقای جان اندرسن طراحی و ساخته شد

## ویژگی‌ها
وزن آن ۴٫۵۷ کیلوگرم، درازایش ۷۸۷ میلی‌متر و جنس نشانه زن آن آهنی است. نرخ آتشش نیز ۲۴۰ گلوله در دقیقه می‌باشد.